# Temporada 2007 de Deutsche Tourenwagen Masters
La temporada 2007 de Deutsche Tourenwagen Masters es la edición número 8 de dicho campeonato desde su reaparición en el año 2000. Inició el 22 de abril en Hockenheim y finalizó el 14 de octubre en el mismo circuito.

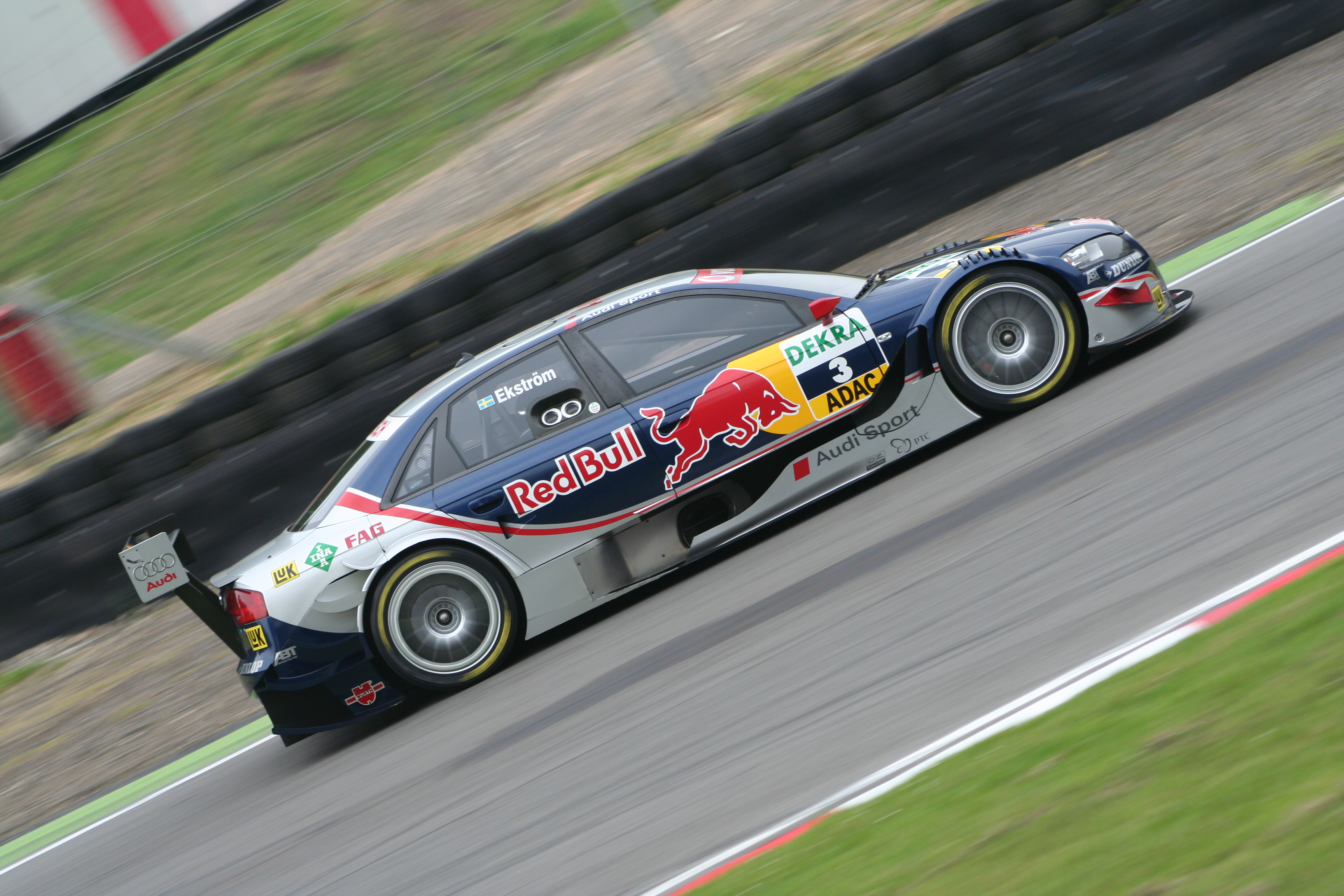
Mattias Ekström (fotografiado en Brands Hatch) se consagró campeón de esta edición del DTM.

El sueco Mattias Ekström fue el ganador del Campeonato de Pilotos.

## Equipos y pilotos
| Fabricante    | Automóvil                  | Equipo             | N.º | Pilotos               | Rondas  |
| ------------- | -------------------------- | ------------------ | --- | --------------------- | ------- |
| Mercedes-Benz | AMG-Mercedes C-Klasse 2007 | HWA Team           | 1   | Bernd Schneider       | Todas   |
| Mercedes-Benz | AMG-Mercedes C-Klasse 2007 | HWA Team           | 2   | Bruno Spengler        | Todas   |
| Mercedes-Benz | AMG-Mercedes C-Klasse 2007 | HWA Team           | 5   | Jamie Green           | Todas   |
| Mercedes-Benz | AMG-Mercedes C-Klasse 2007 | HWA Team           | 6   | Mika Häkkinen         | Todas   |
| Mercedes-Benz | AMG-Mercedes C-Klasse 2006 | Persson Motorsport | 9   | Gary Paffett          | Todas   |
| Mercedes-Benz | AMG-Mercedes C-Klasse 2006 | Persson Motorsport | 10  | Alexandros Margaritis | Todas   |
| Mercedes-Benz | AMG-Mercedes C-Klasse 2005 | Persson Motorsport | 19  | Paul di Resta         | Todas   |
| Mercedes-Benz | AMG-Mercedes C-Klasse 2006 | Mücke Motorsport   | 14  | Susie Stoddart        | Todas   |
| Mercedes-Benz | AMG-Mercedes C-Klasse 2006 | Mücke Motorsport   | 15  | Daniel la Rosa        | Todas   |
| Mercedes-Benz | AMG-Mercedes C-Klasse 2005 | Mücke Motorsport   | 18  | Mathias Lauda         | Todas   |
| Audi          | Audi A4 DTM 2007           | Abt Sportsline     | 3   | Mattias Ekström       | Todas   |
| Audi          | Audi A4 DTM 2007           | Abt Sportsline     | 4   | Martin Tomczyk        | Todas   |
| Audi          | Audi A4 DTM 2007           | Abt Sportsline     | 7   | Tom Kristensen        | 1, 5-10 |
| Audi          | Audi A4 DTM 2007           | Abt Sportsline     | 7   | Frank Biela           | 2       |
| Audi          | Audi A4 DTM 2007           | Abt Sportsline     | 7   | Markus Winkelhock     | 3-4     |
| Audi          | Audi A4 DTM 2007           | Abt Sportsline     | 8   | Timo Scheider         | Todas   |
| Audi          | Audi A4 DTM 2006           | Team Rosberg       | 11  | Mike Rockenfeller     | Todas   |
| Audi          | Audi A4 DTM 2006           | Team Rosberg       | 12  | Lucas Luhr            | Todas   |
| Audi          | Audi A4 DTM 2006           | Team Phoenix       | 16  | Christian Abt         | Todas   |
| Audi          | Audi A4 DTM 2006           | Team Phoenix       | 17  | Alexandre Prémat      | 1, 3-10 |
| Audi          | Audi A4 DTM 2006           | Team Phoenix       | 17  | Marco Werner          | 2       |
| Audi          | Audi A4 DTM 2005           | Futurecom TME      | 20  | Adam Carroll          | 1-5     |
| Audi          | Audi A4 DTM 2005           | Futurecom TME      | 20  | Markus Winkelhock     | 6-10    |
| Audi          | Audi A4 DTM 2005           | Futurecom TME      | 21  | Vanina Ickx           | Todas   |

## Calendario
| Ronda   | Circuito                                       | Fecha            |
| ------- | ---------------------------------------------- | ---------------- |
| 1       | Hockenheimring, Hockenheim 1                   | 22 de abril      |
| 2       | Motorsport Arena Oschersleben, Oschersleben    | 6 de mayo        |
| 3       | EuroSpeedway Lausitz, Klettwitz                | 20 de mayo       |
| 4       | Brands Hatch, West Kingsdown                   | 10 de junio      |
| 5       | Norisring, Núremberg                           | 24 de junio      |
| 6       | Autódromo Internacional del Mugello, Scarperia | 15 de julio      |
| 7       | Circuito de Zandvoort, Zandvoort               | 29 de julio      |
| 8       | Nürburgring, Nürburg                           | 2 de septiembre  |
| 9       | Circuito de Barcelona-Cataluña, Montmeló       | 23 de septiembre |
| 10      | Hockenheimring, Hockenheim 2                   | 14 de octubre    |
| Fuente: |                                                |                  |

## Resultados
| Ronda | Ronda        | Pole position   | Vuelta rápida   | Piloto ganador  | Equipo ganador                    | Fabricante ganador |
| ----- | ------------ | --------------- | --------------- | --------------- | --------------------------------- | ------------------ |
| 1     | Hockenheim 1 | Bruno Spengler  | Mattias Ekström | Mattias Ekström | Audi Sport Team Abt Sportsline    | Audi               |
| 2     | Oschersleben | Mika Häkkinen   | Jamie Green     | Gary Paffett    | Laureus AMG Mercedes              | Mercedes-Benz      |
| 3     | Lausitz      | Bruno Spengler  | Mattias Ekström | Mika Häkkinen   | AMG Mercedes                      | Mercedes-Benz      |
| 4     | Brands Hatch | Mika Häkkinen   | Martin Tomczyk  | Bernd Schneider | Original-Teile AMG Mercedes       | Mercedes-Benz      |
| 5     | Norisring    | Bruno Spengler  | Bruno Spengler  | Bruno Spengler  | DaimlerChrysler Bank AMG Mercedes | Mercedes-Benz      |
| 6     | Mugello      | Mattias Ekström | Martin Tomczyk  | Mika Häkkinen   | AMG Mercedes                      | Mercedes-Benz      |
| 7     | Zandvoort    | Timo Scheider   | Jamie Green     | Martin Tomczyk  | Audi Sport Team Abt Sportsline    | Audi               |
| 8     | Nürburgring  | Martin Tomczyk  | Bruno Spengler  | Martin Tomczyk  | Audi Sport Team Abt Sportsline    | Audi               |
| 9     | Barcelona    | Martin Tomczyk  | Bruno Spengler  | Jamie Green     | Salzgitter AMG Mercedes           | Mercedes-Benz      |
| 10    | Hockenheim 2 | Tom Kristensen  | Jamie Green     | Jamie Green     | Salzgitter AMG Mercedes           | Mercedes-Benz      |

## Clasificaciones

### Sistema de puntuación
| Posición | 1.º | 2.º | 3.º | 4.º | 5.º | 6.º | 7.º | 8.º |
| Puntos   | 10  | 8   | 6   | 5   | 4   | 3   | 2   | 1   |

### Campeonato de Pilotos
| Pos.    | Piloto                | HOC1 | OSC | LAU | BRH | NOR | MUG | ZAN | NÜR | BAR | HOC2 | Puntos |
| ------- | --------------------- | ---- | --- | --- | --- | --- | --- | --- | --- | --- | ---- | ------ |
| 1       | Mattias Ekström       | 1    | 7   | 10  | 3   | 3   | 2   | 3   | 3   | Ret | 3    | 50     |
| 2       | Bruno Spengler        | 14   | Ret | 3   | 5   | 1   | 4   | 5   | 2   | 2   | 4    | 47     |
| 3       | Martin Tomczyk        | 2    | 5   | 9   | 2   | Ret | Ret | 1   | 1   | Ret | 9    | 40     |
| 4       | Jamie Green           | 6    | 11  | 6   | 6   | 6   | Ret | 11  | 5   | 1   | 1    | 34.5   |
| 5       | Paul di Resta         | 5    | 2   | 2   | Ret | 15  | 3   | 14  | 6   | 3   | 8    | 32     |
| 6       | Bernd Schneider       | 7    | 6   | 4   | 1   | 2   | 11  | 12  | 7   | Ret | 5    | 31.5   |
| 7       | Timo Scheider         | 9    | 4   | 5   | 13  | 14  | Ret | 4   | 4   | Ret | 2    | 25     |
| 8       | Mika Häkkinen         | 10   | 17  | 1   | 4   | 9   | 1   | 7   | 10  | DSQ | 17   | 22     |
| 9       | Gary Paffett          | 8    | 1   | 8   | 10  | 4   | Ret | 9   | 12  | 5   | Ret  | 20.5   |
| 10      | Alexandros Margaritis | 4    | 8   | Ret | 9   | 7   | Ret | 8   | 13  | 4   | 7    | 16     |
| 11      | Alexandre Prémat      | Ret  |     | Ret | 7   | 8   | 7   | 2   | 9   | 10† | 16   | 13     |
| 12      | Mike Rockenfeller     | 12   | 3   | 13  | Ret | 13  | 6   | 10  | 17  | 7†  | DSQ  | 11     |
| 13      | Daniel la Rosa        | 3    | 14  | 16† | DSQ | 12  | 5   | DNS | 14  | DSQ | 10   | 10     |
| 14      | Tom Kristensen        | Ret  |     |     |     | 5   | 8   | 18† | 8   | 9†  | 6    | 9      |
| 15      | Mathias Lauda         | 13   | 13  | 7   | 12  | 11  | 12† | 15  | 11  | 6   | 11   | 4      |
| 16      | Christian Abt         | Ret  | 10  | 17† | 8   | 10  | Ret | 6   | 15  | 11† | 15   | 4      |
| 17      | Lucas Luhr            | 11   | 12  | 14  | 11  | 18† | Ret | 16  | 16  | 8†  | 12   | 1      |
| 18      | Adam Carroll          | Ret  | 9   | 11  | 15  | 17† |     |     |     |     |      | 0      |
| 19      | Markus Winkelhock     |      |     | Ret | 14  |     | 9   | 13  | Ret | 12† | 13   | 0      |
| 20      | Susie Stoddart        | Ret  | 16  | 12  | 16  | 16  | 10  | 17  | 18  | Ret | 14   | 0      |
| 21      | Vanina Ickx           | 15   | Ret | 15  | 17  | Ret | Ret | DNS | 19  | 13† | 18   | 0      |
| 22      | Marco Werner          |      | 15  |     |     |     |     |     |     |     |      | 0      |
| 23      | Frank Biela           |      | 18† |     |     |     |     |     |     |     |      | 0      |
| Pos.    | Piloto                | HOC1 | OSC | LAU | BRH | NOR | MUG | ZAN | NÜR | BAR | HOC2 | Puntos |
| Fuente: |                       |      |     |     |     |     |     |     |     |     |      |        |

| Color     | Resultado                                                               |
| --------- | ----------------------------------------------------------------------- |
| Oro       | Ganador                                                                 |
| Plata     | 2.ª plaza                                                               |
| Bronce    | 3.ª plaza                                                               |
| Verde     | Finalizó en los puntos                                                  |
| Azul      | Finalizó sin puntos                                                     |
| Azul      | NC - No clasificado                                                     |
| Violeta   | Ret - No terminó (Carrera)                                              |
| Rojo      | DNQ - No se clasificó                                                   |
| Negro     | DSQ - Descalificado                                                     |
| Blanco    | DNS - No empezó (carrera)                                               |
| Blanco    | WD - Retirado (fin de semana)                                           |
| Blanco    | C - Carrera cancelada                                                   |
| Sin color | DNP - Inscrito pero no participó                                        |
| Sin color | INJ - Lesionado                                                         |
| Sin color | EX - Excluido                                                           |
| Estado    | Resultado                                                               |
| Negrita   | Pole position                                                           |
| Cursiva   | Vuelta rápida                                                           |
| †         | Abandona, pero clasifica al completar el porcentaje requerido para ello |

### Campeonato de Equipos
| Pos.    | Equipo                                             | Puntos |
| ------- | -------------------------------------------------- | ------ |
| 1       | Audi Sport Team Abt Sportsline                     | 90     |
| 2       | Original-Teile / DaimlerChrysler Bank AMG Mercedes | 78.5   |
| 3       | Salzgitter / AMG Mercedes                          | 56.5   |
| 4       | stern / Laureus AMG Mercedes                       | 36.5   |
| 5       | Audi Sport Team Abt                                | 34     |
| 6       | TV Spielfilm / JAWA4U.de AMG Mercedes              | 32     |
| 7       | Audi Sport Team Phoenix                            | 17     |
| 8       | TrekStor / Trilux AMG Mercedes                     | 14     |
| 9       | Audi Sport Team Rosberg                            | 12     |
| 10      | Futurecom TME                                      | 0      |
| Fuente: |                                                    |        |